# 六本木ミュージアム
六本木ミュージアム（Roppongi Museum）は、東京都港区六本木五丁目にある博物館。
施設は森ビルの計画する再開発事業「六本木五丁目プロジェクト」の計画地にあり、本プロジェクト着手開始までの暫定施設として建てられている。

## 概要
麻布保育園の跡地に建設され、2016年4月23日に開館した「スヌーピーミュージアム」の成功をきっかけに、2018年9月24日の同施設閉館後に、その跡地を活用して2019年1月11日に「ソニーミュージック六本木ミュージアム」として開設された。期間限定でさまざまな企画展が催されている。
2021年4月1日、経営主体がソニー・クリエイティブプロダクツに移管。それと同時に施設名称を「六本木ミュージアム」に改称した。

## 沿革
- 2019年（令和元年）1月11日 - 「ソニーミュージック六本木ミュージアム」として開館[3]。
- 2021年（令和3年）4月1日 - 経営主体がソニー・クリエイティブプロダクツに移管。同時に施設名称を「六本木ミュージアム」に改称[1]。